# 200 m stylem zmiennym

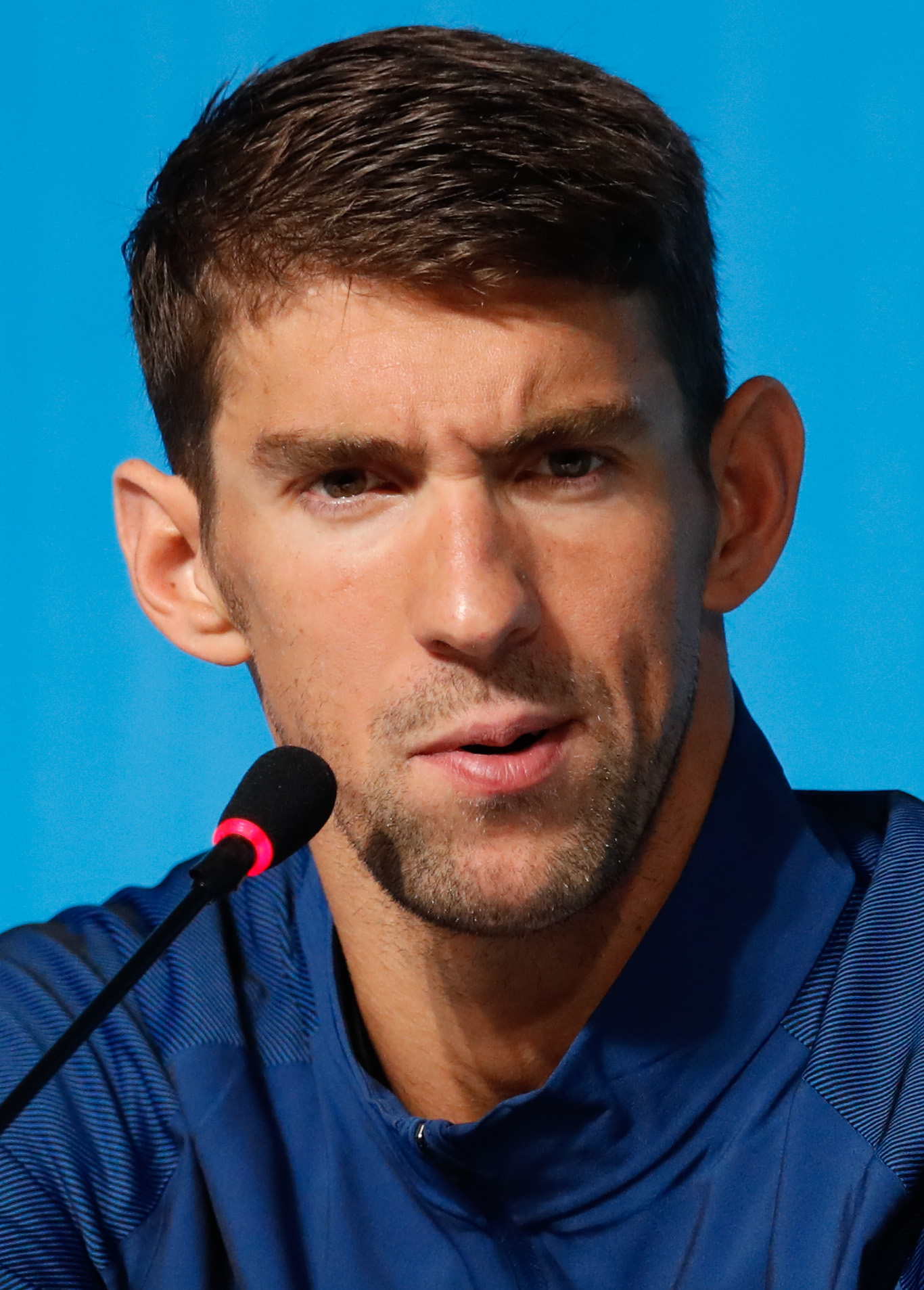
Michael Phelps – czterokrotny mistrz olimpijski (2004, 2008, 2012, 2016) w konkurencji 200 m stylem zmiennym

200 metrów stylem zmiennym – konkurencja pływacka będąca połączeniem czterech stylów: motylkowego (delfina), grzbietowego, klasycznego i dowolnego. Zawodnicy płyną kolejno po 50 metrów każdym stylem. Jest rozgrywana na igrzyskach olimpijskich.

## Mistrzostwa Polski
Obecny mistrz Polski:
- Marcel Wągrowski (2021)[1]

Obecna mistrzyni Polski:
- Zuzanna Famulok (2021)[2]

## Mistrzostwa świata(basen 50 m)
Obecny mistrz świata:
- Léon Marchand (2022)

Obecna mistrzyni świata:
- Alex Walsh (2022)

## Mistrzostwa świata(basen 25 m)
Obecny mistrz świata:
- Wang Shun (2018)

Obecna mistrzyni świata:
- Katinka Hosszú (2018)

## Mistrzostwa Europy
Obecny mistrz Europy:
- Hugo González (2021)

Obecna mistrzyni Europy:
- Anastasia Gorbenko (2021)

## Letnie igrzyska olimpijskie
Obecny mistrz olimpijski:
- Wang Shun (2021)

Obecna mistrzyni olimpijska:
- Yui Ōhashi (2021)

## Rekordy świata, Europy i Polski (basen 50 m)
|           | Imię i nazwisko      | Czas    | Miejsce ustanowienia | Data             |         |         |
| Kobiety   | Kobiety              | Kobiety | Kobiety              | Kobiety          | Kobiety | Kobiety |
| --------- | -------------------- | ------- | -------------------- | ---------------- | ------- | ------- |
| WR        | Katinka Hosszú       | 2:06,12 | Kazań (Rosja)        | 3 sierpnia 2015  |         |         |
| ER        | Katinka Hosszú       | 2:06,12 | Kazań (Rosja)        | 3 sierpnia 2015  |         |         |
| RP        | Katarzyna Baranowska | 2:12,13 | Pekin (Chiny)        | 12 sierpnia 2008 |         |         |
| Mężczyźni |                      |         |                      |                  |         |         |
| WR        | Ryan Lochte          | 1:54,00 | Szanghaj (Chiny)     | 28 lipca 2011    |         |         |
| ER        | László Cseh          | 1:55,18 | Rzym (Włochy)        | 29 lipca 2009    |         |         |
| RP        | Marcin Cieślak       | 1:58,14 | Kazań (Rosja)        | 6 sierpnia 2015  |         |         |

## Rekordy świata, Europy i Polski (basen 25 m)
|           | Imię i nazwisko | Czas    | Miejsce ustanowienia | Data             |         |         |
| Kobiety   | Kobiety         | Kobiety | Kobiety              | Kobiety          | Kobiety | Kobiety |
| --------- | --------------- | ------- | -------------------- | ---------------- | ------- | ------- |
| WR        | Katinka Hosszú  | 2:01,86 | Doha (Katar)         | 6 grudnia 2014   |         |         |
| ER        | Katinka Hosszú  | 2:01,86 | Doha (Katar)         | 6 grudnia 2014   |         |         |
| RP        | Alicja Tchórz   | 2:07,97 | Lublin (Polska)      | 17 grudnia 2015  |         |         |
| Mężczyźni |                 |         |                      |                  |         |         |
| WR        | Léon Marchand   | 1:48,88 | Singapur             | 1 listopada 2024 |         |         |
| ER        | Léon Marchand   | 1:48,88 | Singapur             | 1 listopada 2024 |         |         |
| RP        | Jan Świtkowski  | 1:53,39 | Lublin (Polska)      | 22 grudnia 2018  |         |         |